# Meliphaga analoga
El mielero imitador (Meliphaga analoga) es una especie de ave paseriforme de la familia Meliphagidae endémica de Nueva Guinea y las islas aledañas. 

## Distribución y hábitat
Se encuentra en la isla de Nueva Guinea y algunas islas menores circundantes: las islas Aru,  Raja Ampat y Yapen. Su hábitat natural son los bosques húmedos tropicales de tierras bajas.